# Sesto Pompeo
Sesto Pompeo Magno Pio (in latino Sextus Pompeius Magnus Pius; 67 a.C. circa – Mileto, 35 a.C.) è stato un generale romano della fine della Repubblica.

## Biografia

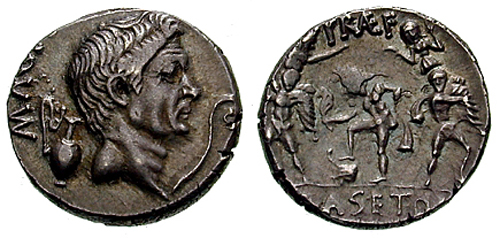
Denario di Sesto Pompeo. Al dritto Pompeo Magno tra lituo e capis. Al rovescio Nettuno in mezzo ai pii fratres.

Era il figlio più giovane di Gneo Pompeo Magno e della sua terza moglie, Mucia Terzia. La sua data di nascita è di dubbia collocazione, si propende per gli anni tra il 68 a.C. e il 66 a.C., se si tiene conto degli studi di Emilio Gabba, in contrasto con la fonte di Appiano che la pone nel 75 a.C. Ebbe una sorella, Pompea, e un fratello maggiori, Gneo Pompeo il Giovane, comandante di tredici legioni durante la battaglia di Munda, nella quale perse la vita. I due fratelli seguirono le orme del padre nella guerra contro Cesare.
Nel 49 a.C., quando Cesare attraversò il Rubicone, dando inizio alla guerra civile, Gneo seguì il padre in Oriente, diversamente da Sesto che rimase a Roma, prendendosi cura della matrigna Cornelia Metella. In seguito alla sconfitta di Pompeo Magno a Farsalo, nel 48 a.C., egli stesso dovette fuggire per salvarsi la vita, seguito da Sesto e Cornelia che lo raggiunsero a Mitilene di Lesbo, per poi partire insieme per l'Egitto. Al loro arrivo, sicuri di trovare asilo presso Cleopatra e Tolomeo XIII, figli di Tolomeo XII, che fu legato a Pompeo da un rapporto di alleanza, Sesto assistette all'assassinio del padre, il 29 settembre del 48 a.C., ordito dai consiglieri del re d'Egitto.
L'anno successivo, Sesto si unì alla resistenza contro Cesare nella provincia d'Africa: assieme a Cecilio Metello Scipione, Catone Uticense, il fratello Gneo e altri senatori pompeiani, si preparò a opporsi a Cesare e al suo esercito. Cesare vinse la prima battaglia a Tapso (46 a.C.) contro Metello Scipione e Catone, che si suicidarono. Dopo Tapso lo scontro si spostò in Spagna. Gneo e Sesto riorganizzano i loro piani militari: Cordova, centro principale della Spagna Ulteriore, fu occupata da Sesto, mentre Ulia venne assediata a lungo da Gneo. Entrambi i centri inviarono richieste d'intervento a Cesare, che sferrò un primo attacco a Ulia e un secondo a Cordova. Nel 45 a.C. in Spagna Cesare batté anche Gneo e Sesto nella battaglia di Munda. Gneo fu giustiziato, mentre Sesto riuscì a sfuggire di nuovo alla morte, riparando in Sicilia.
Tornato a Roma, Cesare fu ucciso durante le idi di marzo del 44 a.C. da un gruppo di senatori, che temevano la fine della repubblica e volevano liberare la città dal tiranno, guidati da Cassio e Bruto. I contrasti che seguirono la morte di Cesare, furono momentaneamente risolti scegliendo la strada del compromesso, su consiglio di Cicerone, per evitare una nuova guerra civile: si decise di confermare il governo delle provincie ai magistrati preposti e di concedere l'amnistia ai cesaricidi. A Marco Emilio Lepido, cui era stata assegnata la Spagna Citeriore, fu affidata la negoziazione con Sesto Pompeo, a cui egli promise un risarcimento per la confisca dei beni paterni, a patto della rinuncia di Sesto alla Spagna. Inoltre nel 43 a.C. Sesto fu nominato praefectus classis et orae maritimae dal Senato, ottenendo il controllo delle flotte romane nei mari occidentali.
Nello stesso anno fu stipulato il Secondo triumvirato, sancito dalla Lex Titia, da Ottaviano, Marco Antonio e Marco Emilio Lepido, che intendevano vendicare Cesare e sconfiggere gli oppositori. Questa volta si trattò di una magistratura a tutti gli effetti e non di un accordo privato come nel primo caso. Le trattative tra i triumviri prevedevano anche un annullamento delle decisioni di compromesso stipulate con Cicerone, con conseguente promozione della Lex Pedia, ossia dell'emanazione di liste di proscrizione, comprendenti i nomi dei cesaricidi e dei loro alleati. Tra questi nomi era presente anche quello di Cicerone, che fu giustiziato.
Sesto, per sfuggire alle proscrizioni, dichiarato hostis dal Senato, reclutò una flotta composta da esuli, da proscritti in fuga, da ex schiavi e pirati, e nel 42 a.C. occupò la Sicilia, la Sardegna e la Corsica. Inoltre si diede ad atti di pirateria lungo le coste, impedendo l'arrivo di rifornimenti a Roma.
(Velleio Patercolo,  II, 73, 3, traduzione a cura di Maria Elefante)
Dopo aver sconfitto Bruto e Cassio a Filippi (42 a.C.), i triumviri si impegnarono in Sicilia contro Sesto, che aveva accolto nella sua flotta i reduci di quella dei due principali cesaricidi. Lepido fu escluso dalla spartizione dei territori, perché sospettato di negoziare segretamente con Sesto.
La Guerra di Sicilia fu presentata da Ottaviano come una necessità per difendere Roma dalla pirateria, ma in realtà fu un passaggio determinante della Guerra Civile in corso.
(Augusto, Res Gestae,  25.1, traduzione a cura di Patrizia Arena)
Nel frattempo, tra il 41 e il 40 a.C. si svolse la Guerra di Perugia, scatenata da una ribellione dei piccoli proprietari terrieri, privati delle loro terre da Ottaviano a beneficio dei veterani. A capo di questa ribellione vi erano Lucio Antonio e Fulvia, fratello e moglie di Marco Antonio. Costoro non ottenendo l'appoggio di Marco Antonio, che partecipò agli eventi solo marginalmente (perché impegnato in Oriente nella preparazione della missione contro i Parti, ereditata da Cesare) e, decisi ad incrinare la forza politica del secondo triumvirato, accettarono aiuti da Sesto Pompeo, tuttavia non sufficienti a sostenere la loro causa. Furono sconfitti da Ottaviano, che risparmiò L. Antonio, per non aggravare le nuove tensioni createsi con suo fratello.
Dopo l'accordo di Brindisi del 40 a.C., i triumviri dovettero scendere a patti anche con Sesto Pompeo, per riprendere il controllo delle coste e permettere l'arrivo di rifornimenti: nel 39 a.C. si giunse alla pace di Miseno. In cambio della riapertura dei mari e dello smantellamento di parte della sua flotta, a Sesto venne riconosciuto il governo di Sicilia, Sardegna, Corsica e del Peloponneso, promesso il consolato dopo il 35 a.C. e concessa l'amnistia ai suoi uomini, che erano in gran parte fuggiaschi scappati alle proscrizioni.
Il motivo di questo trattato, suggellato dal matrimonio tra Ottaviano e Scribonia, sorella del suocero di Sesto Pompeo, va ricercato anche nella campagna militare che Antonio intendeva scatenare contro l'impero dei Parti, per la quale erano necessarie quante più legioni possibili. Era quindi utile fissare un armistizio sul fronte siciliano. La pace non durò però a lungo perché le condizioni non furono rispettate. Se la consegna del Peloponneso non fu tempestiva, Sesto, da parte sua, non ridusse la flotta e continuò gli atti di pirateria sulle coste siciliane.
Il divorzio di Ottaviano da Scribonia, l'anno successivo, accrebbe le ostilità.
Nel 38 a.C. si riaccese il conflitto tra Sesto e Roma, ma Ottaviano non era ben preparato e non poteva contare su Agrippa, infatti venne sconfitto dalla flotta di Sesto in una battaglia navale nello stretto di Messina (38 a.C.) e di nuovo nell'agosto del 36 a.C.. Sesto, orgoglioso del suo successo, assunse l'appellativo Magnus, di discendenza paterna, e ritenne che le sue origini leggendarie legate a Nettuno fossero il motivo del suo trionfo.

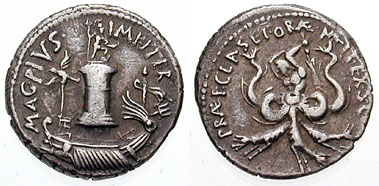
Denario di Sesto Pompeo coniato in occasione della sua vittoria sulla flotta di Ottaviano. Al drittoil faro posto all'ingresso del porto di Messina con la statua di Nettuno, al rovescio Scilla, responsabile della sconfitta di Ottaviano.

Gli eventi successivi ribaltarono l'esito della guerra. Ottaviano fu favorito dal tradimento di Menas (conosciuto anche come Mena o Menodòro), un liberto al servizio di Sesto, ammiraglio della flotta di Sardegna, che decise di schierarsi con Ottaviano, aiutandolo a riconquistare Corsica e Sardegna e consegnandogli 60 navi.
Svetonio aggiunge un particolare di quest'ultima vicenda:
(Svetonio, Augustus, 74, traduzione a cura di Edoardo Noseda)
Inoltre Ottaviano decise di affidare le sorti della battaglia al suo fedele generale Agrippa, di ritorno dalla Gallia e, grazie a Mecenate, riuscì a garantirsi l'aiuto militare di Antonio.
Con l'accordo di Taranto (37 a.C.) venne rinnovato il triumvirato per altri cinque anni, ed i triumviri si impegnarono a unire le forze per contrastare Sesto, annullando tutte le promesse fattegli nell'incontro di Miseno, come ad esempio l'assegnazione del consolato e di una carica sacerdotale.
Agrippa riuscì ad occupare Lipari e a sconfiggere Sesto Pompeo prima a Milazzo e poi definitivamente nella battaglia navale di Nauloco, nella Sicilia nordorientale (3 settembre 36 a.C.).
Sesto Pompeo il 3 settembre del 36 a.C. fuggì da Messina e da qui, ormai privo di fanteria, si imbarcò verso l'Oriente; fece tappa al promontorio Lacinio nei pressi di Crotone e vi spogliò il tempio di Hera, da qui fece vela verso Corcira e poi verso Cefalonia. Fu però catturato a Mileto nel 35 a.C. e giustiziato senza processo (un atto illegale giacché Sesto era cittadino romano) per ordine di Marco Tizio, un subordinato di Antonio e governatore d’Asia. Aveva poco più di trent'anni.

## Discendenza
Sesto era sposato con Scribonia, figlia di Lucio Scribonio Libone, fratello di Scribonia (che sposò Ottaviano). Da lei ebbe una figlia, unica discendente di Pompeo Magno in linea maschile:
- Pompea (n. 42 a.C.). Dopo la pace fra Sesto e Ottaviano nel 39 a.C., Pompea fu promessa in sposa al nipote di Ottaviano, Marcello, ma il matrimonio non venne mai celebrato. Pompea seguì il padre quando fuggì in Anatolia nel 36 a C. e da quel momento non si hanno più notizie di lei.

## Tradizione storiografica
Appiano ci riporta la notizia della cattura di Sesto Pompeo e sembra voler mettere in dubbio il fatto che la responsabilità della sua morte fosse di Antonio, attribuendola piuttosto a Lucio Munazio Planco:
(Appiano, Bellorum Civilium, V, 144, 598, traduzione a cura di Emilio Gabba)
Invece Cassio Dione parla di uno scambio di lettere tra Antonio e Tizio, e dà notizia di due lettere inviate da Antonio, una in cui questi ordina l'uccisione di Sesto, l'altra in cui chiede di risparmiarlo, arrivate al destinatario nell'ordine sbagliato, oppure volutamente invertite da Tizio.
Velleio racconta la morte di Sesto Pompeo e lo dipinge come una vittima di Antonio:
(Velleio Patercolo,  II, 87,2, traduzione a cura di Maria Elefante)
Velleio inoltre riferisce la reazione del popolo dopo la morte cruenta di Sesto Pompeo e l'ira nata nei confronti di Tizio, esplosa durante i giochi pubblici, sovvenzionati da lui stesso, che si svolsero nel teatro di Pompeo qualche giorno dopo.
L'arbitrarietà della decisione di giustiziare Sesto Pompeo fu, infatti, una delle accuse lanciate da Ottaviano contro Antonio alcuni anni dopo, quando la situazione tra i due precipitò definitivamente.
A proposito della delineazione della figura di Sesto Pompeo, è importante notare che la tradizione storica che fa capo ad Appiano gli è favorevole. Lo stesso Appiano descrive Sesto come un salvatore e un riparo per tutti coloro che vennero colpiti ingiustamente dalle proscrizioni. La tradizione che invece dipende da Augusto tende a descriverlo come un pirata che arrecò danno a Roma e al rapporto tra i triumviri.

## Cronologia
- 68-66 / 75 a.C. – nascita di Sesto Pompeo
- 48 a.C. – a Farsalo con suo padre, che viene assassinato
- 47 a.C. – resistenza in Africa con i pompeiani
- 46 a.C. – Battaglia di Tapso
- 45 a.C. – Battaglia di Munda
- 43 a.C. – viene nominato ‘praefectus classis et orae maritimae’; Lex Titia’ (secondo triumvirato); Lex Pedia (proscrizioni)
- 42 a.C. – controlla Sicilia, Sardegna e Corsica con una potente flotta (Guerra di Sicilia)
- 41 a.C. – Guerra di Perugia (alleanza con L. Antonio e Fulvia)
- 40 a.C. – Pace di Brindisi
- 39 a.C. – Pace di Miseno
- 38 a.C. – vittoria di Sesto nella battaglia navale nello stretto di Messina
- 36 a.C. – Battaglia di Nauloco
- 35 a.C. – fuga in Oriente; cattura e uccisione a Mileto